# 拉埃克韋雷鄉

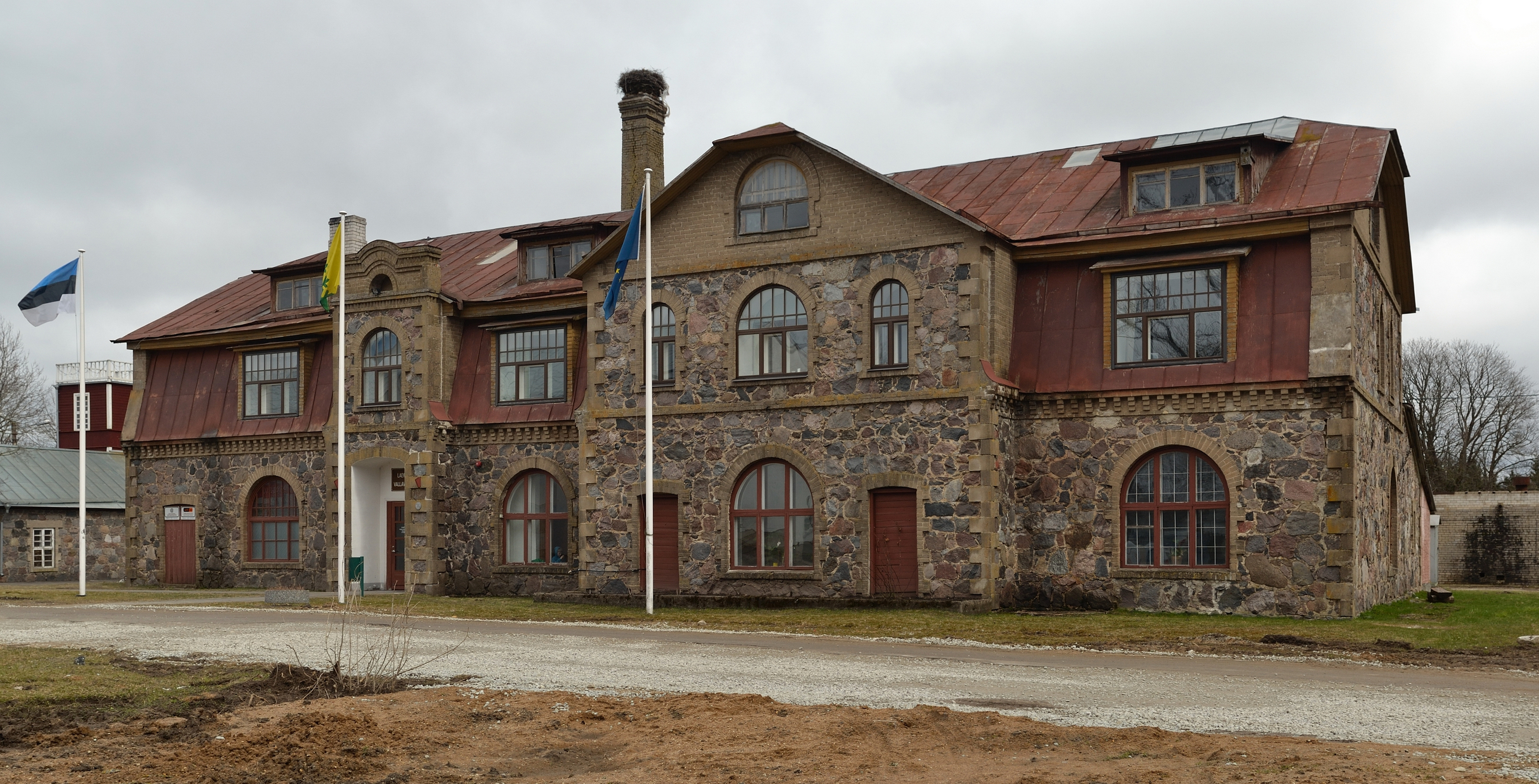
拉埃克韋雷奶制品厂

拉埃克韋雷鄉，曾是愛沙尼亞西維魯縣的一個鄉村型市镇，位於該國北部，行政中心設於拉埃克韋雷，面積352平方公里，2006年人口1,837，人口密度每平方公里5人。
2017年爱沙尼亚行政改革后，拉埃克韋雷市镇与原温尼市镇及賴加韋雷市镇合并为新的温尼市镇。
59°03′56″N 26°33′56″E / 59.06556°N 26.56556°E